# Ordonnance de 1784
L'ordonnance de 1784 (promulguée le 23 avril 1784) était une ordonnance pour que les terres dans le nouveau pays des États-Unis d'Amérique à l'ouest des Appalaches, au nord de la rivière Ohio et à l'est du Mississippi soient divisées en deux États distincts.

## Adoption
L'ordonnance a été adoptée par le Congrès de la Confédération des États-Unis en vertu des Articles de confédération.
Thomas Jefferson a été l'auteur principal. Son projet original de l'ordonnance comportait cinq articles importants :
- Les nouveaux membres font toujours partie des États-Unis d'Amérique.
- Ils portent le même rapport à la confédération que les états d'origine.
- Ils doivent payer leur répartition des créances fédérales.
- Ils forment dans leurs gouvernements respectifs des valeurs républicaines.
- Après l'an 1800, il n'y aura ni esclavage ni servitude involontaire dans aucun d'eux.